# 马德指盘蛙属
马德指盘蛙属（学名：Madecassophryne）是姬蛙科的一属。

## 下属物种
本属包括以下物种：
- Madecassophryne truebae Guibé, 1974